# Montrottier
Montrottier este o comună în departamentul Rhône din sud-estul Franței. În 2009 avea o populație de 1.360 de locuitori.

## Evoluția populației
| An        | 1975 | 1982  | 1990  | 1999  | 2006  | 2009  |
| --------- | ---- | ----- | ----- | ----- | ----- | ----- |
| Populație | 953  | 1.157 | 1.337 | 1.358 | 1.388 | 1.360 |